# 野口省己
野口 省己（のぐち せいき、1911年（明治44年）5月31日 - 1999年（平成11年）1月）は、日本の陸軍軍人、陸上自衛官。陸軍士官学校第46期生、陸軍大学第56期生。陸軍での最終階級は少佐で、戦後は陸上自衛隊に入隊。長男は外交官の野口雅昭。孫に登山家の野口健がいる。

## 略歴
- 1911年5月：群馬県太田市西矢島に生まれる
- 1925年：群馬県立太田中学校（現群馬県立太田高等学校）入学（第29期）
- 1930年4月：陸軍士官学校予科入学
- 1932年3月：陸軍士官学校予科卒業、歩兵第28連隊付（旭川）
  - 9月：陸軍士官学校本科入学（第46期）
- 1934年6月：陸軍士官学校本科卒業
  - 10月：陸軍歩兵少尉任官
- 1939年10月：会津若松出身で金万岸商会の娘、岸冨美子と結婚
- 1940年12月：陸軍大学校（第56期）入学
- 1942年11月：陸軍大学校卒業
- 1943年1月：第56師団参謀
- 1944年4月：第33軍参謀（ビルマの戦いに参加）
- 1946年7月：復員
- 1954年7月：陸上自衛隊入隊、2等陸佐に任命
  - 9月：第9普通科連隊第3大隊長
- 1955年11月：出雲駐屯地司令兼第8普通科連隊第1大隊長
- 1957年8月：第3管区総監部第3部長（現：第3師団 (陸上自衛隊)）
- 1959年1月：陸上自衛隊幹部学校教官
- 1972年3月：退官
- 1999年1月：東京都世田谷区若林にて死去

## 著書
- 『朝鮮における冷たい戦争－朝鮮戦争史－』（1966年）原書房　（陸上自衛隊幹部学校教材の為、非売品）
- 『回想ビルマ作戦－第33軍参謀 痛恨の手記－』（1995年）光人社　ISBN 4769807333
- 『回想ビルマ作戦－第33軍参謀 痛恨の手記－』（2000年）光人社NF文庫　ISBN 4769822588
- 『八転七起』（1991年）自費出版

※他、雑誌『丸』（光人社）などに多数の論文執筆。